# Гомельская областная универсальная библиотека имени В. И. Ленина
Гомельская областная универсальная библиотека имени В. И. Ленина (бел. Гомельская абласная ўніверсальная бібліятэка імя У. І. Леніна) — областная библиотека Беларуси, самая крупная в Гомельской области. Расположена в Гомеле.

## История
Нынешнее здание библиотеки построено в 1961 году по проекту архитектора Валентины Бурлака.
Годом основания библиотеки считается 1928 год. В этом году Президиумом Гомельского обрисполкома было принято решение об открытии областной библиотеки в Гомеле (выписка из протокола № 49 от 24.03.1928).
В 1934 году решением народного комиссариата просвещения БССР (приказ № 563) библиотеке были переданы 20 тысяч книг из коллекции князей Паскевичей — редчайшие издания XVI—XVII веков по искусству, истории и другим отраслям знаний, прижизненные издания деятелей российской и мировой культуры. Они и стали основой фонда областной библиотеки.
Большой урон был нанесён Гомельской областной библиотеке в годы Великой Отечественной войны. В августе 1941 года наиболее ценная часть фонда, книги из коллекции Паскевичей, была вывезена в российскую глубинку и возвратилась в Гомель только в июле 1945 года. Другая часть уцелевших книг областной библиотеки, перенесённая её сотрудниками, хранилась в одной из гомельских школ.
В марте 1944 года библиотека возобновила свою работу в стенах средней школы № 10 г. Гомеля, так как здание, где она располагалась до войны, находилось в полуразрушенном состоянии.
В конце 40-х годов в библиотеке, которую возглавил Иван Ильич Халтурин, открыт читальный зал и детское отделение по проспекту Ленина.
50-60-е годы — время, когда один за другим открывались новые отделы: отдел комплектования и обработки (1959), отдел искусств (1963), отдел технической и сельскохозяйственной литературы (1968), отдел краеведения и белорусской литературы (1969), отдел литературы на иностранных языках (1970).
С 1999 года при библиотеке существует театр «Грачи», которому в 2008 году Министерством культуры Республики Беларусь присвоено звание «народный».
Театр состоит из числа сотрудников библиотеки.

## Отделы
- Отдел абонемента
- Сектор регистрации читателей
- Отдел краеведения
- Общий читальный зал
- Отдел периодических изданий
- Отдел литературы на иностранных языках
- Информационно-библиографический отдел
- Отдел литературы по искусству
- Отдел редкой книги
- Отдел хранения основного фонда
- Отдел библиотековедения
- Отдел автоматизации библиотечных процессов
- Отдел комплектования, обработки литературы и организации каталогов
- Отдел обслуживания учащихся 1-5 классов.

Музей редкой книги. Интерьер

- Отдел обслуживания учащихся 6-9 классов.
- Славянская библиотека — филиал

## Музей редкой книги

Музей редкой книги. Часть экспозиции

Музей редкой книги создан в 2008 году на основе книжной коллекции князей Паскевичей, насчитывающей 6253 экземпляра, а также фонда редких, миниатюрных и малоформатных изданий.
Постоянно действующая экспозиция отражает основные этапы формирования фамильной библиотеки Паскевичей, у истоков создания которой стоял генерал-фельдмаршал, светлейший князь Иван Фёдорович Паскевич.
В экспозиции представлены издания XVI — начала XX века на русском и иностранных языках. Наиболее раннее из них — палеотип — сборник концон (песен) Франческо Петрарки, изданный в Венеции в 1547 году. К числу редчайших относится книга на французском языке «Тайны беззакония или История папства», написанная Филиппом де Морне и вышедшая в свет в 1612 году. Уникальным памятником является 3-е издание «Слова о полку Игореве», выпущенное в Санкт-Петербурге в 1819 году с посвящением Николаю Петровичу Румянцеву от Якова Пожарского.
Ярким и своеобразным оформлением отличаются восточные рукописи XVIII—XIX веков на арабском, персидском и турецком языках, полученные И. Ф. Паскевичем в качестве военных трофеев. К числу последних относятся и книги из парижской библиотеки Наполеона, представленные в экспозиции музея. Большой интерес представляют издания с печатными посвящениями и дарственными записями представителям рода Паскевичей. Среди них — автографы Г. Р. Державина, В. А. Жуковского, Я. П. Полонского и др.

## Литературный музей писателей Гомельщины

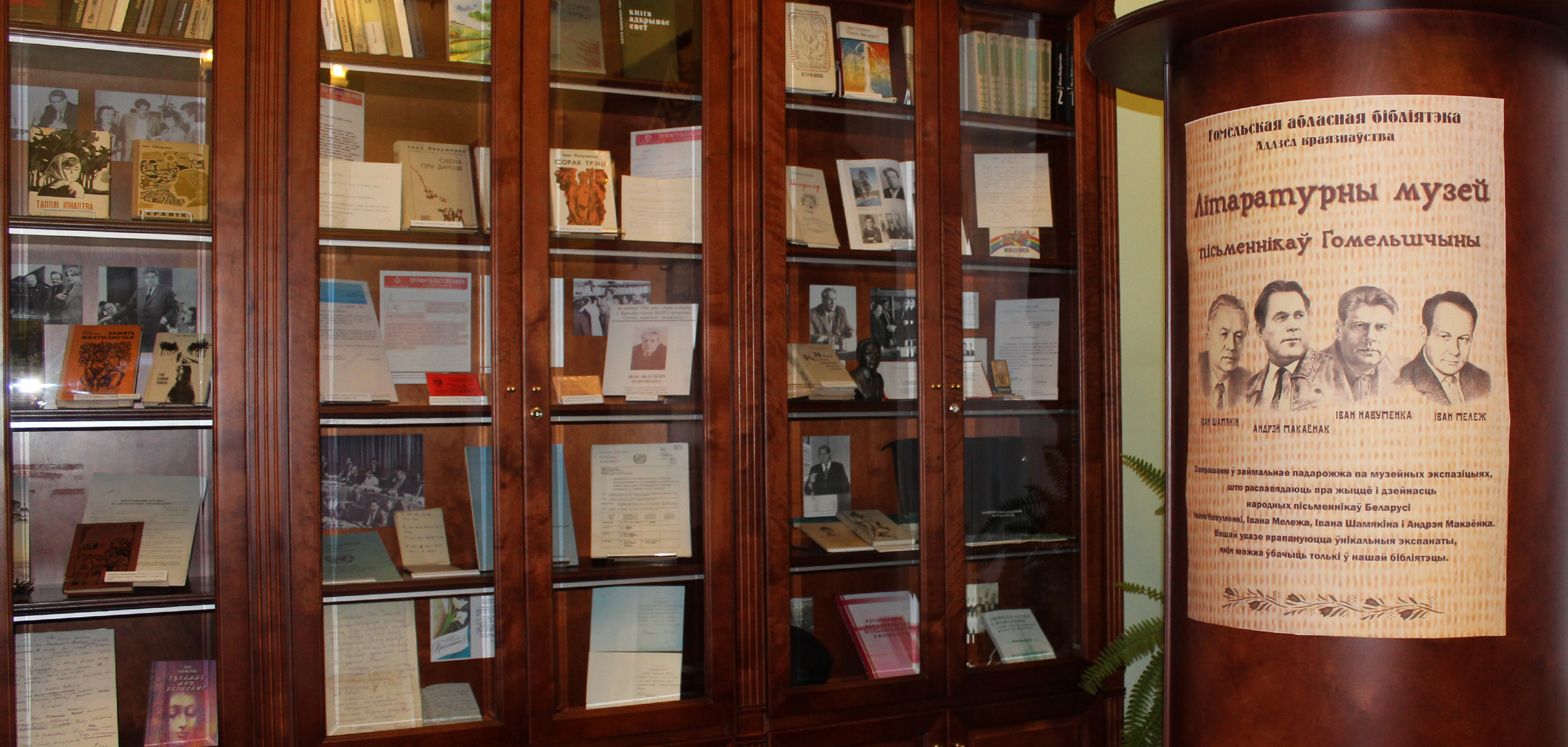
Литературный музей писателей Гомельщины

В 2016 году в отделе краеведения открыты музейные экспозиции, посвящённые народным писателям БССР — уроженцам Гомельщины Ивану Мележу, Ивану Шамякину, Ивану Науменко. Среди уникальных экспонатов — зачётная книжка студента БГУ Ивана Мележа, датированная 1943—1944 годами, печатная машинка, на которой набирались тексты «Полесской хроники», творческая лаборатория написания исторического романа Ивана Шамякина «Петроград-Брест», его наручные часы, которые и сегодня отсчитывают время, редкие рукописи рассказов Ивана Науменко «Лясгас» и «Гуля», книги для земляков с его автографами.
Отдельный мемориальный зал посвящён Андрею Макаёнку, уроженцу деревни Борхов Рогачёвского района. В экспозиции зала — бесценные раритеты, которые ранее нигде не экспонировались: фронтовой дневник будущего писателя 1941—1943 годов, военные награды драматурга, справка о ранении на фронте, переписка с Петром Машеровым, фотоальбомы, афиши, подлинные рукописи пьес, барельеф драматурга в дереве. Особое место в экспозиции занимает личная библиотека писателя.

## Публичный центр правовой информации
Созданы Министерством культуры Республики Беларусь совместно с Национальным центром правовой информации Республики Беларусь на базе государственных публичных библиотек как пункты свободного доступа граждан к эталонной правовой информации. Ежегодно услугами публичного центра правовой информации, открытого в Гомельской областной библиотеке в 2000 году, пользуются более 2000 человек.

## В социальных сетях
- Библиотека в Facebook
- Библиотека в ВКонтакте
- Библиотека в Instagram
- Библиотека на YouTube